# Lista de campeões da NASCAR Xfinity Series

## Por temporada
| Temporada | Piloto               | Dono                         | Número | Carro      | Largadas   | Vitórias | Top 10s (Entre os 10 primeiros) | Poles | Pontos (vantagem) |
| --------- | -------------------- | ---------------------------- | ------ | ---------- | ---------- | -------- | ------------------------------- | ----- | ----------------- |
| 1982      | Jack Ingram          | Ele mesmo                    | 11     | Pontiac    | 29 (de 29) | 7        | 24                              | 1     | 4495 (47)         |
| 1983      | Sam Ard              | Howard Thomas                | 00     | Oldsmobile | 35 (de 35) | 10       | 30                              | 10    | 5454 (84)         |
| 1984      | Sam Ard              | Howard Thomas                | 00     | Oldsmobile | 28 (de 29) | 8        | 26                              | 7     | 4552 (426)        |
| 1985      | Jack Ingram          | Ele mesmo                    | 11     | Pontiac    | 27 (de 27) | 5        | 22                              | 2     | 4106 (29)         |
| 1986      | Larry Pearson        | David Pearson                | 21     | Pontiac    | 31 (de 31) | 1        | 24                              | 1     | 4514 (7)          |
| 1987      | Larry Pearson        | David Pearson                | 21     | Chevrolet  | 27 (de 27) | 6        | 20                              | 3     | 3959 (394)        |
| 1988      | Tommy Ellis          | John Jackson                 | 99     | Buick      | 30 (de 30) | 3        | 20                              | 5     | 4281 (295)        |
| 1989      | Rob Moroso           | Dick Moroso                  | 25     | Oldsmobile | 29 (de 29) | 4        | 16                              | 7     | 4001 (55)         |
| 1990      | Chuck Bown           | Hubert Hensley               | 63     | Pontiac    | 31 (de 31) | 6        | 18                              | 4     | 4372 (200)        |
| 1991      | Bobby Labonte        | Ele mesmo                    | 44     | Oldsmobile | 31 (de 31) | 2        | 21                              | 2     | 4264 (74)         |
| 1992      | Joe Nemechek         | Ele mesmo                    | 87     | Chevrolet  | 31 (de 31) | 2        | 18                              | 1     | 4275 (3)          |
| 1993      | Steve Grissom        | Wayne Grissom                | 31     | Chevrolet  | 28 (de 28) | 2        | 18                              | 0     | 3846 (253)        |
| 1994      | David Green          | Bobby Labonte                | 44     | Chevrolet  | 28 (de 28) | 1        | 14                              | 9     | 3725 (46)         |
| 1995      | Johnny Benson, Jr.   | Bill Baumgardner             | 74     | Chevrolet  | 26 (de 26) | 2        | 19                              | 0     | 3688 (404)        |
| 1996      | Randy LaJoie         | Bill Baumgardner             | 74     | Chevrolet  | 26 (de 26) | 5        | 20                              | 2     | 3714 (29)         |
| 1997      | Randy LaJoie         | Bill Baumgardner             | 74     | Chevrolet  | 30 (de 30) | 5        | 21                              | 2     | 4381 (266)        |
| 1998      | Dale Earnhardt, Jr.  | Dale Earnhardt               | 3      | Chevrolet  | 31 (de 31) | 7        | 22                              | 3     | 4469 (48)         |
| 1999      | Dale Earnhardt, Jr.  | Dale Earnhardt               | 3      | Chevrolet  | 32 (de 32) | 6        | 22                              | 3     | 4647 (280)        |
| 2000      | Jeff Green           | Greg Pollex                  | 10     | Chevrolet  | 32 (de 32) | 6        | 27                              | 7     | 5005 (616)        |
| 2001      | Kevin Harvick        | Richard Childress            | 2      | Chevrolet  | 33 (de 33) | 5        | 24                              | 4     | 4813 (124)        |
| 2002      | Greg Biffle          | Jack Roush                   | 60     | Ford       | 34 (de 34) | 4        | 25                              | 5     | 4924 (280)        |
| 2003      | Brian Vickers        | Ricky Hendrick               | 5      | Chevrolet  | 34 (de 34) | 3        | 21                              | 1     | 4637 (14)         |
| 2004      | Martin Truex Jr.     | Dale Earnhardt, Jr.          | 8      | Chevrolet  | 34 (de 34) | 6        | 26                              | 7     | 5173 (230)        |
| 2005      | Martin Truex Jr.     | Dale Earnhardt, Jr.          | 8      | Chevrolet  | 35 (de 35) | 6        | 22                              | 3     | 4937 (68)         |
| 2006      | Kevin Harvick        | Richard Childress, ele mesmo | 21, 33 | Chevrolet  | 35 (de 35) | 9        | 32                              | 1     | 5648 (824)        |
| 2007      | Carl Edwards         | Jack Roush                   | 60     | Ford       | 35 (de 35) | 4        | 21                              | 0     | 4805 (618)        |
| 2008      | Clint Bowyer         | Richard Childress            | 2      | Chevrolet  | 35 (de 35) | 1        | 29                              | 0     | 5132 (21)         |
| 2009      | Kyle Busch           | Joe Gibbs                    | 18     | Toyota     | 35 (de 35) | 9        | 30                              | 3     | 5682 (210)        |
| 2010      | Brad Keselowski      | Roger Penske                 | 22     | Dodge      | 35 (de 35) | 6        | 29                              | 5     | 5639 (445)        |
| 2011      | Ricky Stenhouse, Jr. | Jack Roush                   | 6      | Ford       | 34 (de 34) | 2        | 26                              | 3     | 1222 (45)         |
| 2012      | Ricky Stenhouse, Jr. | Jack Roush                   | 6      | Ford       | 33 (de 33) | 6        | 26                              | 4     | 1251 (23)         |
| 2013      | Austin Dillon        | Richard Childress            | 3      | Chevrolet  | 33 (de 33) | 0        | 22                              | 7     | 1180 (3)          |
| 2014      | Chase Elliott        | Dale Earnhardt Jr.           | 9      | Chevrolet  | 33 (de 33) | 3        | 26                              | 2     | 1213 (42)         |
| 2015      | Chris Buescher       | Jack Roush                   | 60     | Ford       | 33 (de 33) | 2        | 20                              | 0     | 1190 (15)         |
| 2016      | Daniel Suárez        | Joe Gibbs                    | 19     | Toyota     | 33 (de 33) | 3        | 27                              | 2     | 4040 (2)          |
| 2017      | William Byron        | Dale Earnhardt Jr.           | 9      | Chevrolet  | 33 (de 33) | 4        | 22                              | 2     | 4034 (5)          |
| 2018      | Tyler Reddick        | Dale Earnhardt Jr.           | 9      | Chevrolet  | 33 (de 33) | 2        | 20                              | 0     | 4040 (5)          |

## Por piloto
| Piloto               | Total | Temporadas |
| -------------------- | ----- | ---------- |
| Sam Ard              | 2     | 1983, 1984 |
| Jack Ingram          | 2     | 1982, 1985 |
| Larry Pearson        | 2     | 1986, 1987 |
| Randy LaJoie         | 2     | 1996, 1997 |
| Dale Earnhardt, Jr.  | 2     | 1998, 1999 |
| Kevin Harvick        | 2     | 2001, 2006 |
| Martin Truex, Jr.    | 2     | 2004, 2005 |
| Ricky Stenhouse, Jr. | 2     | 2011, 2012 |
| Tommy Ellis          | 1     | 1988       |
| Rob Moroso           | 1     | 1989       |
| Chuck Bown           | 1     | 1990       |
| Bobby Labonte        | 1     | 1991       |
| Joe Nemechek         | 1     | 1992       |
| Steve Grissom        | 1     | 1993       |
| David Green          | 1     | 1994       |
| Johnny Benson        | 1     | 1995       |
| Jeff Green           | 1     | 2000       |
| Greg Biffle          | 1     | 2002       |
| Brian Vickers        | 1     | 2003       |
| Carl Edwards         | 1     | 2007       |
| Clint Bowyer         | 1     | 2008       |
| Kyle Busch           | 1     | 2009       |
| Brad Keselowski      | 1     | 2010       |
| Austin Dillon        | 1     | 2013       |
| Chase Elliott        | 1     | 2014       |
| Chris Buescher       | 1     | 2015       |
| Daniel Suárez        | 1     | 2016       |
| William Byron        | 1     | 2017       |
| Tyler Reddick        | 1     | 2018       |

Notas
- Chase Elliott se tornou o primeiro piloto em seu ano de estreia na categoria (Novato) a vencer o título,também se tornou o mais jovem campeão da história da categoria e ainda conseguiu a marca de ser o único adolescente (entre 13 e 19 anos) a se tornar campeão da Nationwide Series, em 2014.

- Daniel Suárez, que nasceu no México, se tornou o primeiro piloto nascido fora dos Estados Unidos a ganhar um título em qualquer uma das três principais categorias da NASCAR (Sprint Cup, Xfinity Series e Truck Series).